# Tiaja californica
Tiaja californica är en insektsart som beskrevs av Ball 1909. Tiaja californica ingår i släktet Tiaja och familjen dvärgstritar. Inga underarter finns listade i Catalogue of Life.